# Nimfomanka (film)
Nimfomanka (ang. Nymphomaniac) – duński dramat filmowy z 2013 roku w reżyserii i według scenariusza Larsa von Triera, zrealizowany w koprodukcji z Niemcami, Francją, Wielką Brytanią i Belgią. Film został zrealizowany w dwóch częściach, łącznie fabuła przedstawiona jest w ośmiu rozdziałach.
Zdjęcia kręcono w Kolonii, Hilden i Gandawie. Światowa premiera filmu miała miejsce 25 grudnia 2013 roku w Danii. Na ekrany polskich kin film wszedł 10 stycznia 2014 roku.

## Opis fabuły
W pewien zimowy wieczór stary kawaler Seligman znajduje pobitą Joe. Nieprzytomną dziewczynę zabiera do mieszkania, gdzie opatruje jej rany. Kobieta przedstawia mu swoją historię. W ośmiu rozdziałach poznajemy wieloletnie uzależnienie Joe od seksu i konsekwencji wynikających z tego.

## Obsada
- Charlotte Gainsbourg jako Joe
- Stellan Skarsgård jako Seligman
- Stacy Martin jako Młoda Joe
- Shia LaBeouf jako Jerôme
- Christian Slater jako Ojciec Joe
- Jamie Bell jako K
- Uma Thurman jako Pani H
- Willem Dafoe jako L
- Mia Goth jako P
- Sophie Kennedy Clark jako B
- Connie Nielsen jako Matka Joe
- Udo Kier jako Kelner

i inni

## Rozdziały
1. The Compleat Angler
2. Jerôme
3. Mrs. H
4. Delirium
5. The Little Organ School
6. The Eastern and the Western Church (The Silent Duck)
7. The Mirror
8. The Gun